# Audytor (sędzia wojskowy)
Audytor (sędzia wojskowy) – w sądownictwie wojskowym od XVII wieku oficer (sędzia), któremu powierzono prowadzenie śledztwa i wymiar sprawiedliwości. W Polsce w latach siedemdziesiątych XVII wieku powstał urząd generała audytora, który zajmował się sprawami karnymi wojsk cudzoziemskiego autoramentu.
Obowiązki audytora w Korpusie Artylerii Koronnej zawarte były w regulaminie z 1767 w artykule „Powinności każdego z Osobna Artyllerysty podług Stopnia y Urzędu tak względem umieiętności jako y Służby Pańskiey”.

Audytora powinność bydz Znaiącym się na Prawie Militarnym i Civilim. Poprzysięgły przed Generałem jako podług Artykułów woyskowych wszelkie delicta Każdego przed Sąd stawionego ściśle Examinować, Vota Kreygsrechtowe wiernie notować, a Sprawiedliwie radzić prezesowi i Affessorom, ażeby winni Słuszną odbierali Karę, a niewinni byli uwolnieni, orazpodSwoim Kluczem Buchalteryą Artylleryi porządnie pod Summaryuszami utrzymywać iest obligowany, aby tak dawne jako y teraźnieysze Przywileie, Inwentarze, Tabelle y wszystkie Rachunków Regestra jako y ordynanse tudzież Rapporta, tak od Kommendy wynikające, jako y z Kasy wszelkie Papiry oraz y prawną[?], do Buchalteryi oddawane należycie Konserwował, a do pomocy Swey może używać Ceugschreybra.

Bezpośrednio po odzyskaniu przez Polskę niepodległości tytuł audytora przysługiwał oficerom Wojska Polskiego pełniącym służbę w sądownictwie wojskowym. Z dniem 1 marca 1919, kiedy weszła w życie Ustawa o tymczasowej organizacji sądowej Wojska Polskiego tytuł audytora został zniesiony. Jednocześnie został powołany „Oficerski Korpus Sądowy”.
1 stycznia 1937 wszedł w życie dekret Prezydenta RP z dnia 29 września 1936 „Prawo o ustroju sądów wojskowych”. Z dniem wejścia w życie wspomnianego dekretu został zniesiony „korpus oficerów sądowych”, a w jego miejsce utworzony „korpus oficerów audytorów”. Powyższa zmiana nazwy korpusu znalazła swoje potwierdzenie w nowej pragmatyce oficerskiej, która weszła w życie 18 marca 1937. Pełnym tytułem oficera audytora był jego stopień z oznaczeniem korpusu osobowego i stopnia naukowego np. pułkownik audytor doktor (płk aud. dr) lub kapitan audytor stanu spoczynku (kpt. aud. st. sp.) Korpus oficerów audytorów występował w Wojsku Polskim II Rzeczypospolitej i w Polskich Siłach Zbrojnych.